# ФК Рот-Вайс (Есен)
„Рот-Вайс“, Есен е германски футболен клуб от Есен, основан на 1 февруари 1907 г. като СФ „Фогелхайм“. След голям брой сливания с други клубове приема сегашното си име през 1923 г.
Най-големите успехи на отбора са през 1950-те години. През 1953 г. печели Купата на Германия срещу „Алемания“, Аахен. На 26 юни 1955 г. става за 1-ви и единствен път шампион на Германия с победа с 4:3 над „Кайзерслаутерн“.
През сезон 1955 – 1956 участва в Купата на носителите на купи и става първият германски отбор-участник в турнира. Отборът отпада в първия кръг срещу шотландския шампион „Хибърниън“ с 0:4 и 1:1. През 1994 г. достига финала за Купата на Германия, в който играе срещу „Вердер“, Бремен.
Отборът се изкачва общо три пъти до Първа Бундеслига (1966, 1969 и 1973). През 2005 – 2006 г. отборът печели в Северната регионална лига и промоция във Втора Бундеслига.
Домакинските си мачове отборът играе на стадион „Георг Мелхес“ в Есен.
През ноември 2005 г. Пеле става почетен член на клуба. При церемонията казва „За мен е голяма чест да съм част от отбора, в който „Босът“ (Хелмут Ран) игра“. Отборът има 3088 члена към 23 септември 2011 г.
|  | Тази страница частично или изцяло представлява превод на страницата Rot-Weiss Essen в Уикипедия на немски. Оригиналният текст, както и този превод, са защитени от Лиценза „Криейтив Комънс – Признание – Споделяне на споделеното“, а за съдържание, създадено преди юни 2009 година – от Лиценза за свободна документация на ГНУ. Прегледайте историята на редакциите на оригиналната страница, както и на преводната страница, за да видите списъка на съавторите. ВАЖНО: Този шаблон се отнася единствено до авторските права върху съдържанието на статията. Добавянето му не отменя изискването да се посочват конкретни източници на твърденията, които да бъдат благонадеждни. |